# Simon Schwendener

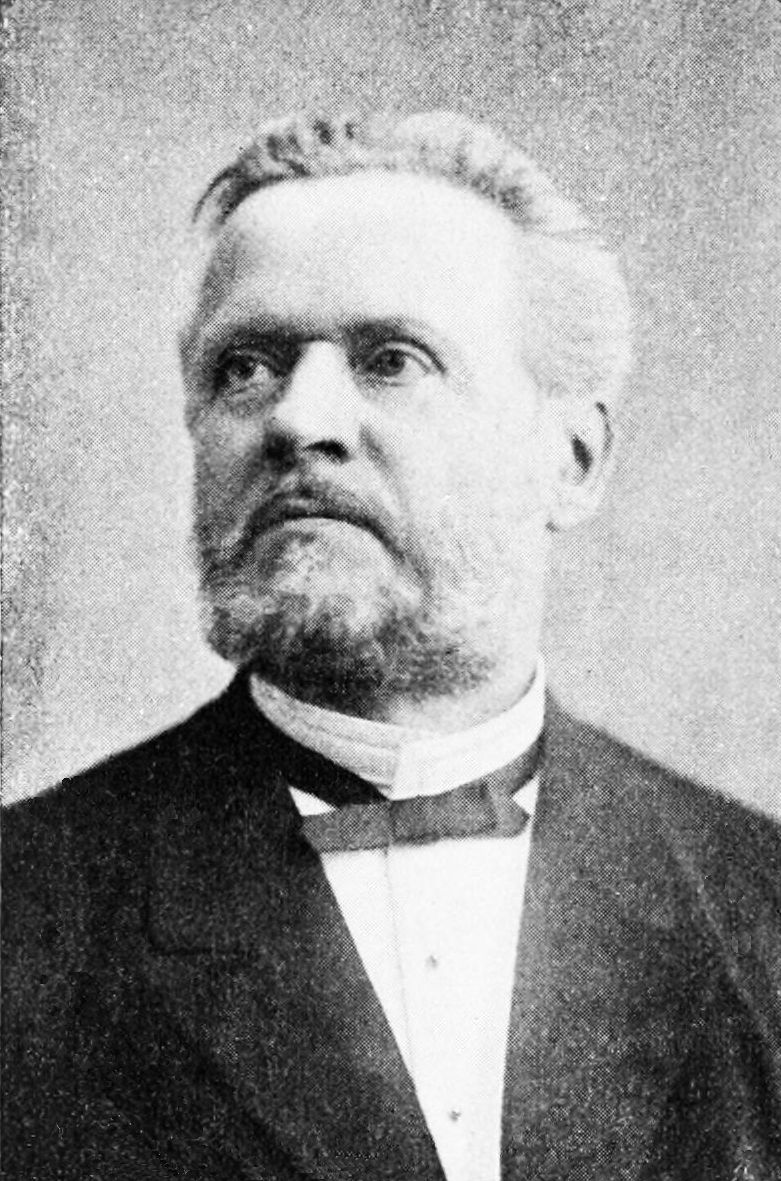
Simon Schwendener

Simon Schwendener, född 10 februari 1829 i Buchs, kantonen Sankt Gallen, död 27 maj 1919 i Berlin, var en schweizisk-tysk botaniker.
Schwendener blev 1857 docent i botanik i Zürich och 1860 i München, professor i botanik och trädgårdsföreståndare i Basel 1867 och i Tübingen 1877 samt var professor i växtfysiologi i Berlin 1878–1909. Schwendener blev ledamot av Preußische Akademie der Wissenschaften 1879, av Leopoldina 1880, av Bayerische Akademie der Wissenschaften samma år, av Vetenskapssocieteten i Uppsala 1888, av Akademie der Wissenschaften zu Göttingen 1892, av svenska Vetenskapsakademien 1893 och av Fysiografiska sällskapet i Lund 1902.
Schwendener blev berömd genom banbrytande upptäckter inom växtanatomin och -fysiologin. Hans viktigaste dithörande skrifter är Untersuchungen über den Flechtenthallus (1860), Die Algentypen der Flechtengonidien (1869), Das mechanische Prinzip im anatomischen Bau der Monokotylen (1874) och Mechanische Theorie der Blattstellungen (1878). I de förstnämnda arbetena utvecklade han den lära, som efter honom benämnts "den schwendenerska lavteorin", nämligen att lavarnas gröna celler, gonidierna, är alger av flera olika arter, självständiga i systematiskt avseende, men levande i symbios med de färglösa celltrådarna eller hyferna, som omspinner dem, med andra ord att en lav är ett bolag mellan två olika växter. I de sistnämnda arbetena påvisade han ett mekaniskt system i växtkroppen. De fasta och sega baststrängarna är konstruktiva anordningar med uppgift att stödja och förstärka och finns därför där de krävs för byggnadsmekaniken i stammen eller bladet, men saknas däremot där de ej behövs. Tillsammans med Karl Wilhelm von Nägeli författade han Das Mikroskop (1865–1867; ny upplaga 1877).
Auktorsnamnet Schwend. kan användas för Simon Schwendener i samband med ett vetenskapligt namn inom botaniken; se Wikipediaartiklar som länkar till auktorsnamnet.